# Yoshikazu Yasuhiko
Yoshikazu Yasuhiko (安彦 良和, Yasuhiko Yoshikazu, Okhotsk te Hokkaido, 9 december 1947) is een Japans animator, mangaka en occasioneel regisseur in de anime industrie.

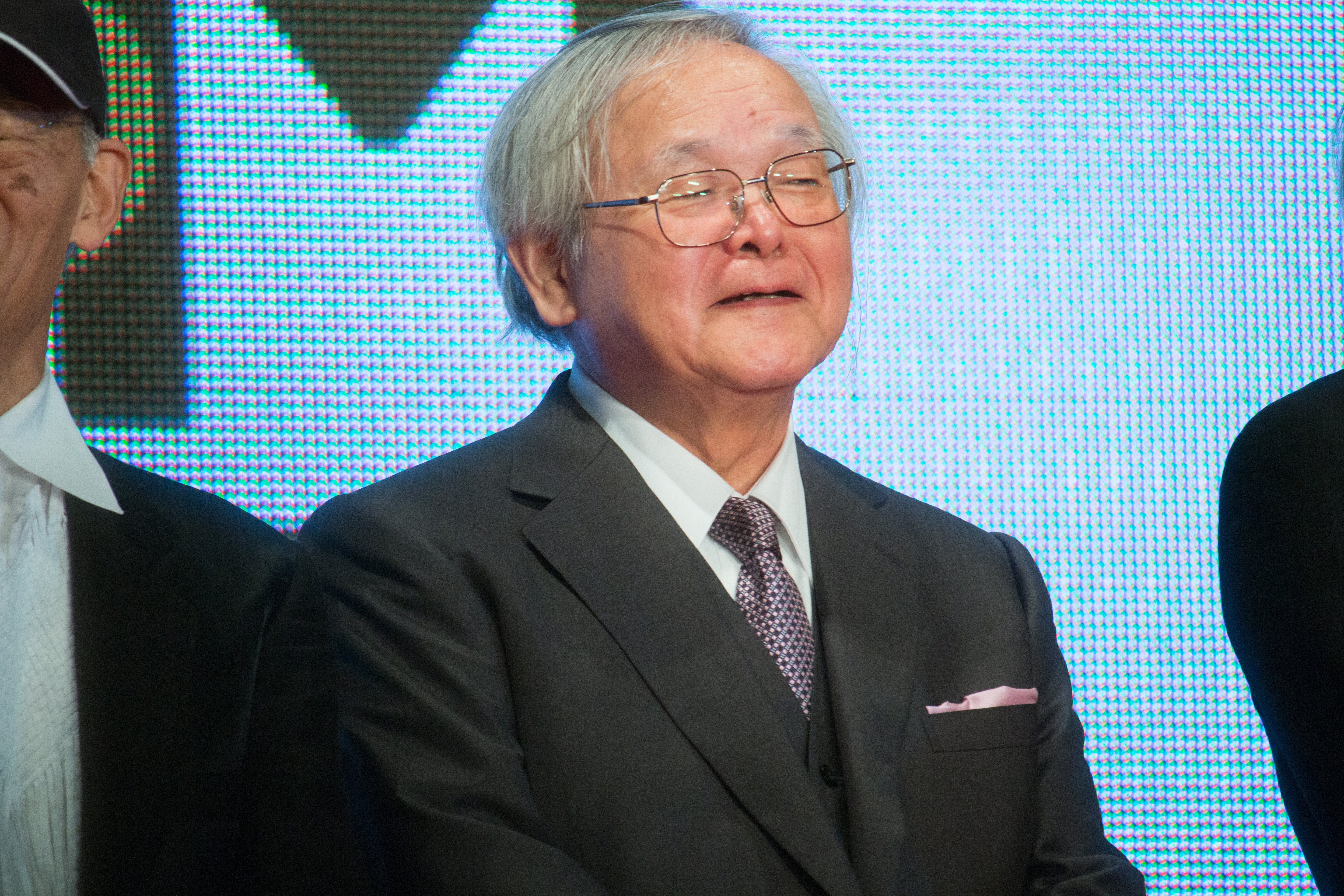
Yasuhiko Yoshikazu op de openingsceremonie van het 28ste Internationaal filmfestival van Tokio

Yasuhiko zette zijn studies stop aan de Hirosaki Universiteit, waarna hij in 1970 aan de slag ging als animator bij Osamu Tezuka's Mushi Production. Later werd hij freelancer en werkte hij aan verscheidene geanimeerde producties voor film en televisie. Hij debuteerde als mangaka in 1979. In 1981 won hij de Seiun Award. In 1992 volgde de Japan Cartoonists Association Award en in 2000 de manga excellentieprijs voor zijn Odo no Inu op het Japan Media Arts Festival. Yasuhiko is ook gekend als auteur en als sciencefiction illustrator.
Enkele van zijn bekende projecten als personage ontwerper en als regisseur zijn Brave Reideen, Combattler V en Mobile Suit Gundam en Giant Gorg. Hij verzorgde ook het oorspronkelijke ontwerp van de Dirty Pair dames. Dit deed hij tijdens zijn werk als illustrator voor  Haruka Takachiho's kortverhalen, welke in 1980 de roman Great Adventures of the Dirty Pair zouden vormen. Yasuhiko werkte eveneens aan de ontwerpen van de personages van het computerspel Vay.
Twee latere werken zijn de manga Joan (gebaseerd op het leven van Jeanne D'Arc) en Jesus (een biografie van Jezus).
Yasuhiko signeert zijn werk als "YAS".

## Filmografie

### Televisie
- Wandering Sun (Sasurai no Taiyo) (1971)
- Zero Tester (1973)
- Space Cruiser Yamato (1974)
- Brave Raideen (1975)
- Wanpaku Omukashi Kum Kum (1975)
- Combattler V (1976) )
- Robokko Beeton (1976)
- Zambot 3 (1977)
- The Adventures of the Little Prince (1978)
- Mobile Suit Gundam (1979)
- Shiroi Kiba White Fang Monogatari (1982)
- Giant Gorg (1984)
- Mobile Suit Zeta Gundam (1985)
- Kaze to Ki no Uta SANCTUS -Sei naru kana- (1987)
- Super Atragon (1995)
- Strange+ (2014)

### OVA
- Crusher Joe OAV (1989)
- Mobile Suit Gundam Unicorn (2009)
- Mobile Suit Gundam: The Origin (2015)

### Film
- Crusher Joe the Movie (1983)
- Arion (1986)
- Venus Wars (1989)
- Mobile Suit Gundam F91 (1991)

## Manga
- Arion (1979–1984)
- Kurd no hoshi
- Nijiiro no Trotsky
- Anton
- Oudou no inu
- Namuji
- Zinmu
- Venus Wars (1986–1990)
- C kouto
- Maraya
- Joan (1995–1996)
- Jesus (1997)
- Waga nawa Nero (1998–1999)
- Neo Devilman
- Dattan typhoon
- Nomi no Ou
- Mobile Suit Gundam: The Origin
- Alexandros